# Urvin Monte
Urvin Monte (Utrecht, 23 december 1981) is een Nederlands musical- en televisie-acteur. Hij speelde in diverse films en series, waaronder Silverstar, Verliefd op Bali en Goede tijden, slechte tijden.

## Biografie
Monte maakte zijn musicaldebuut in Mamma Mia (2004-2006). Voor zijn rol in Five Guys Named Moe (2009) won hij de John Kraaijkamp Musical Award voor de beste mannelijke hoofdrol in een kleine musical. Hij speelde vervolgens in de musicals Hairspray, Legally Blonde, Shrek, Dreamgirls en The Bodyguard. Op televisie was hij in 2017 te zien als Felix Jagtman in de soapserie Goede tijden, slechte tijden. In 2018 vormde Monte met Britt Scholte een dansduo in het RTL 4 programma Dance Dance Dance.

## Musical
| Musical   | Musical             | Musical    | Musical     |
| Jaar      | Productie           | Rol        | Opmerkingen |
| --------- | ------------------- | ---------- | ----------- |
| 2004-2006 | Mamma Mia           | Eddie      | understudy  |
| 2009      | Five Guys Named Moe | Little Moe | hoofdrol    |
| 2009      | Hairspray           | onbekend   | -           |
| 2010      | Legally Blonde      | Carlos     | -           |
| 2012-2013 | Shrek               | Big / Ezel | understudy  |
| 2014-2015 | Dreamgirls          | Curtis     | understudy  |
| 2015-2017 | The Bodyguard       | Sy Spector | understudy  |
| 2018-2019 | All Stars           | Mark       | hoofdrol    |

## Filmografie

### Film
- 2022: Silverstar, als brandweerman
- 2023: Leeuwin
- 2023: Net als in de Film, als rapper
- 2024: Verliefd op Bali

### Televisie

#### Als acteur
- 2006: TopStars, als Barry Vermeulen, de choreograaf van MF Dansacademie
- 2007: Voetbalvrouwen, als chipendale Renske
- 2010-2013: Victorious, als André Harris (stemrol)
- 2011-2013: Rekkit Rabbit, als Lorne Shmufton (stemrol)
- 2017: Goede tijden, slechte tijden, als Felix Jagtman
- 2020: Dit zijn wij, als Oscar Lionaar
- 2020: Meisje van plezier, als Mike Cornel
- 2022: Tropenjaren, als psychiater Stijn
- 2023: Broodje aap, als vader
- 2023: De poli, als Marco
- 2024: Droom Producties, als Ziggy & Sheng (stemrol)

#### Overig
- 2018: De Jongens tegen de Meisjes, als deelnemer in team Tijl
- 2018: Dance Dance Dance, vormde een dansduo met Britt Scholte